# Spermacoce filifolia
Spermacoce filifolia är en måreväxtart som först beskrevs av Heinrich Christian Friedrich Schumacher och Peter Thonning, och fick sitt nu gällande namn av J.-p.Lebrun och Adélaïde Louise Stork. Spermacoce filifolia ingår i släktet Spermacoce och familjen måreväxter. Inga underarter finns listade i Catalogue of Life.